# Juraj Hus Rasinjanin
Juraj Hus Rasinjanin (Rasinja, kraj 15. stoljeća - Požun, 1566.), prvi hrvatski putopisac.
Neki ga zovu Juraj Rasinjanin, prema «Rasciniensis» odnosno «de Rascinia»). Početkom 16. stoljeća studirao na sveučilištu u Pečuhu jer sam za sebe kaže da je «izučio latinske nauke u Pečuhu od kuda se malo prije svoga zarobljavanja bio povratio». Kako se u izvorima spominje kao Rasinjanin, na prvi pogled izgleda da je on identična osoba s ranije spomenutim Jurjom Rasinjaninom, no svaku sličnost bi trebalo odbaciti. Godine 1532. Osmanlije su Jurja Husa Rasinjanina zarobili prigodom zauzimanja utvrde i trgovišta Rasinje. Bio je odveden u Istanbul odnosno Carigrad (gdje je odbio prijeći s kršćanstva na islam) te kao osmanski vojnik sudjelovao u ratu protiv Perzijanaca. Po oslobođenju iz osamanskog ropstva boravio je u Egiptu, na Sinaju, Svetoj Zemlji i Siriji. Nakon toga se preko Anadolije i Sicilije, Napulja, Genove, Rima, Ancone, Rijeke i Metlike vratio u Slavoniju koju je zvao «svojom preslatkom domovinom». Nakon posjeta domovini otputovao je u Požun. Bilješke s njegovih putovanja predstavljaju jedan od najvrednijih hrvatskih putopisa 16. stoljeća. Umro je u Požunu (današnja Bratislava).